# 莎拉·克尔尼奇
莎拉·克尔尼奇（1991年7月15日—）生于诺维萨德，是一名塞尔维亚女子篮球运动员，场上位置是中锋。她最初代表伏伊伏丁那女子篮球俱乐部参加塞尔维亚联赛。2008年，她加入MiZo Pécs 2010俱乐部，参加匈牙利联赛。2011年，她参加WNBA选秀，结果排名第35位，被華盛頓神秘选中。